# La Bastide (Pirenei Orientali)
La Bastide (catalano: La Bastida) è un comune francese di 92 abitanti situato nel dipartimento dei Pirenei Orientali nella regione dell'Occitania.

## Geografia fisica

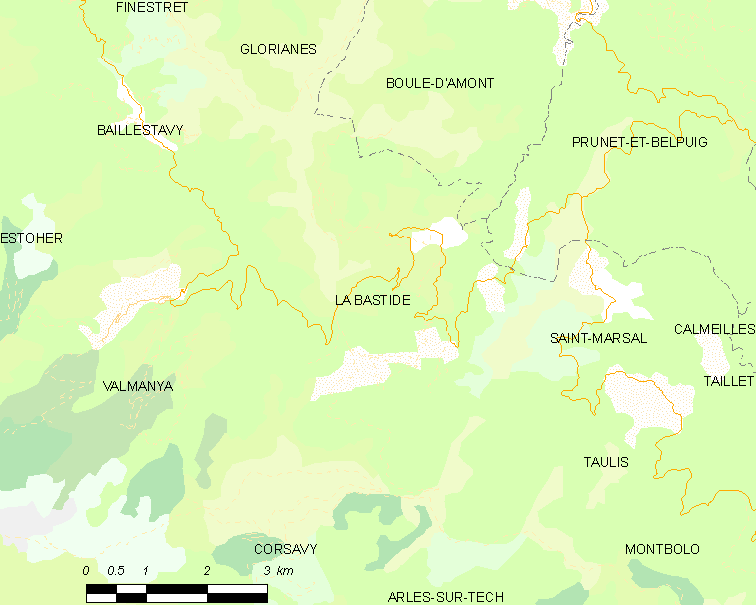
Situazione di La Bastide

## Società

### Evoluzione demografica
Abitanti censiti